# История международного права
Исто́рия междунаро́дного пра́ва — отрасль науки международного права, изучающая возникновение и развитие международного публичного права как комплекса правовых норм, регулирующих межгосударственные и иные международные отношения.
История международного права непосредственно связана с развитием государств и отношений между ними и берёт своё начало ещё со времен Античности. В процессе формирования международного права как самостоятельной правовой системы были установлены его основные принципы (jus cogens) и институты (такие как право международных договоров, право внешних сношений и другие). Основную роль в истории развития международного права играли два фактора: политико-социальные изменения в обществе и труды известных юристов и правоведов, таких как Гуго Гроций и Иеремия Бентам.

## Происхождение и историческое развитие международного права
Несмотря на почти полное признание истории международного права как отдельной отрасли и научного направления, окончательного оформления данного комплекса знаний пока не произошло. Особенно это видно тогда, когда речь идёт о международном праве древних времён, так как фундаментальные научные исследования по указанному периоду просто отсутствуют. Однако более поздние периоды, и особенно эпоха после 1648 года детально исследованы и достаточно широко освещены в научной литературе.
Объектом изучения истории международного публичного права является исследование закономерностей возникновения, изменения и дальнейшего развития международно-правовых отношений на протяжении всего периода истории человеческой цивилизации в глобальном масштабе.
Непосредственное изучение истории международного права как отдельной концептуализировавшейся дисциплины началось сравнительно недавно. До сегодняшнего дня остаётся открытым и пока не решённым в научном мире вопрос о том, составляет ли история международного права отдельную отрасль науки. Впрочем, и само международное право долгое время не признавалось как отдельная сформировавшаяся правовая система. Лишь с XVIII века начинается зарождение науки о международном праве, однако даже в начале XX века полностью не существовало понимание о его сущности. Только после глобальных катаклизмов XX века многие исследователи были вынуждены очень интенсивно заняться вопросами развития международного права.
Немецкая юридическая наука XIX столетия исходила из гегелевского понимания международного права как внешнегосударственного права, по нему лишь национальное право государств может иметь свою историю и науку, а явления, существующие вне государств, относятся к сфере не урегулированной правом и могут составлять лишь предмет истории.
Долгое время специальных исследований по истории международного права не проводилось, исследовались только смежные с ней дисциплины, и то не юристами, а историками. И только труды академика В. Э. Грабаря положили начало исследованию jus gentium именно как международного права.

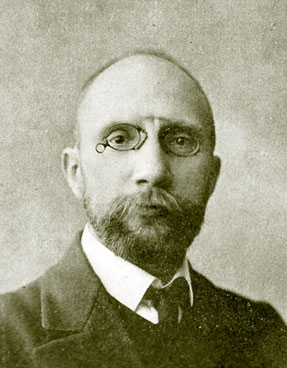
Академик Владимир Эммануилович Грабарь, главным объектом научного изучения которого являлась история международного права

История международного права в классический период его развития изучалась исследователями в тесной взаимосвязи с историей философско-правовой мысли, например, с периодизацией от А. Джентили до Г. Гроция, от Г. Гроция до И. Мозера и т. д. Данные исследования делались бессистемно, исходили лишь от общей теории права, не учитывая при этом специфики международного права и его развития в целом. В настоящее время продолжается изучение данного направления уже как истории анализа международно-правовых фактов или источников, либо как историю генезиса норм и институтов международного права, либо как историю смены политических порядков (Утрехтского мира сменённого Вестфальским, далее Венским конгрессом, затем Версальской системой и т. д.). Необходимость применения комплексного подхода в изучении истории международного права было осознано лишь после Второй мировой войны, с этого времени начинается её формирование в качестве самостоятельной дисциплины, а не только вспомогательного метода в рамках международно-правовой науки.

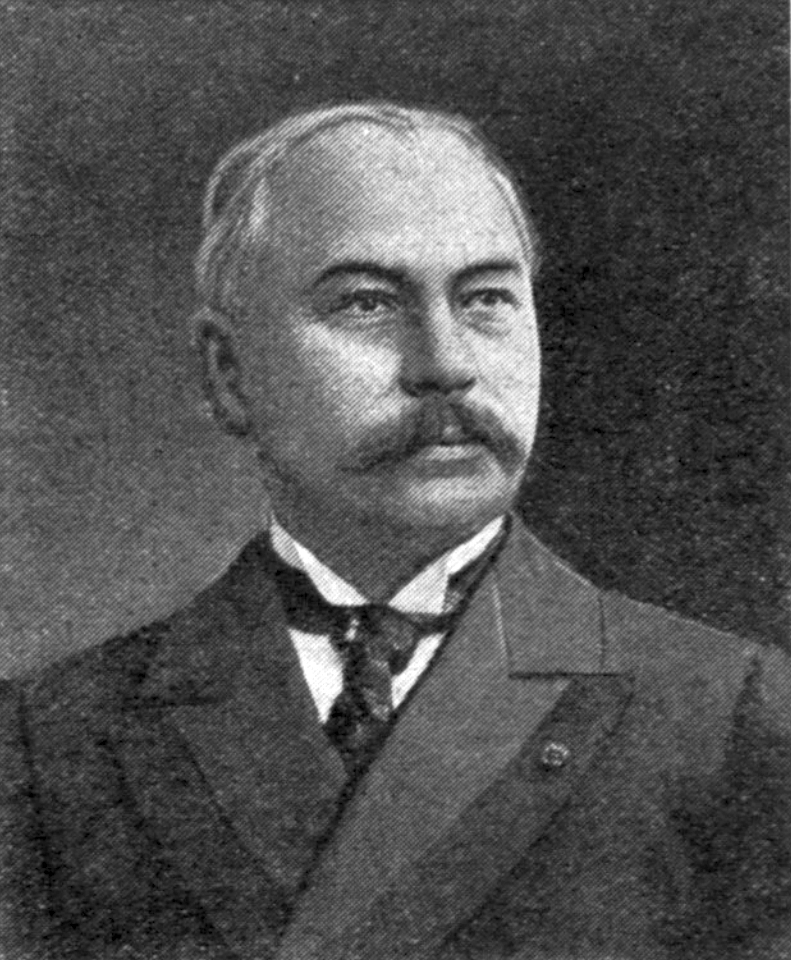
Фёдор Мартенс — российский дореволюционный юрист и дипломат, автор фундаментальных трудов по международному праву

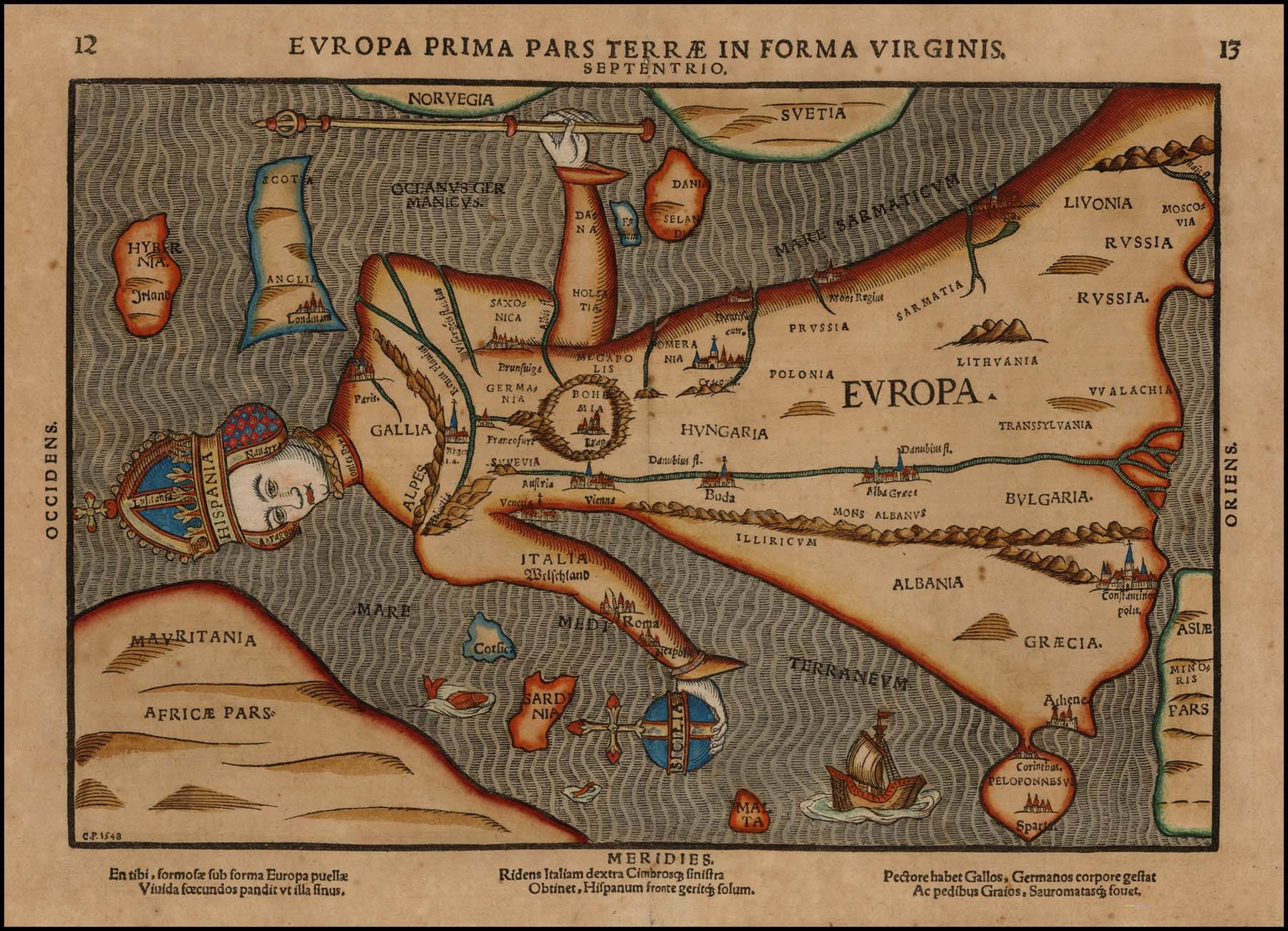
Европейский континент в отличие от других территорий изображён в виде королевы во главе с испанской короной, что полностью соответствует идеологии европоцентризма. Средневековая карта «Королева Европа» (1582)

Главной проблемой для полной концептуализации истории международного права как полностью оформившейся самостоятельной научной дисциплины является также и проблема европоцентризма. Существование этой проблемы связано с тем, что на протяжении периода XVIII — начала XX веков даже в научных трудах по международному праву все народы разделялись на цивилизованные (европейские), варварские и первобытные (народы Австралии, Азии и Африки). Цивилизованными считались нации, которые имели право создать свое собственное суверенное государство и пользоваться в этом государстве всем объёмом гражданских и политических прав. Нецивилизованными признавались нации, которые не имели права на создание своего суверенного государства, должны были входить в состав другого (цивилизованного) государства и пользоваться в составе этого государства ограниченным объёмом гражданских и политических прав. Нецивилизованными нациями считались колониальные народы. Полуколонии принято было относить к полуцивилизованным нациям. Народам, которые являлись, по мнению западной науки, нецивилизованными, доктриной тех времён было отказано в существовании международного права. Само международное право, как и его история изучались как достижение исключительно западной европейской цивилизации с подробнейшим описанием дат и фактов сугубо европейской истории.
Деление наций на цивилизованные и нецивилизованные признавалось международным правом до принятия Устава ООН в 1945 году. Отход от этой модели понимания международного права позволяет лишь в наши дни понимать и видеть весь открывающийся исторический горизонт существования международного права также и у древних народов Египта, Азии, древних государств Индии и Китая. Использование сравнительного метода актуального для эпохи обособленных регионов, позволяет увидеть сходства и различия международного права у древнейших народов мира.

### Теории происхождения международного права
На сегодняшний день в научной доктрине сложилось четыре основных направления, расходящихся относительно момента возникновения международного права.
Первый подход заключается в том, что международное право возникло в период европейского Средневековья. Данное научное направление является наиболее старым и самым продолжительным по времени господствования в науке истории международного права. Приверженцы данной теории (Мартенс Ф., Таубе М., Камаровский Л., Лаутерпахт Г., Нис Э. и др.) исходят из того, что международное право возникло изначально в Европе на рубеже XIII—XVI веков, окончательно оформившись после 1648 года с заключением Вестфальского мира, затем распространилось и на другие государства вне европейских границ после приобщения их к европейской цивилизации. Возникновение международного права, по мнению сторонников данной теории, во многом связано с христианскими традицией и ценностями европейского общества того времени, и как следствие является правом цивилизованных европейских народов. Существование международного права в Древнем мире отрицается, поскольку государства в тот период были в большей мере враждебны и изолированы друг от друга, уровень культуры государств был значительно ниже.
Второй подход заключается в том, что международное право возникло в древний период. Данное научное направление во многом сформировалось под влиянием различных археологических, этнографических и исторических открытий, сделанных во второй половине XIX века. Данные открытия показали, что в древний период существовала развитая система международных отношений, особенно характерно это для региона Месопотамии и Египта. Благодаря найденным документам (архивы царей, Амарнский архив и др.) сторонники указанной теории обосновывают утверждение, что генезис международного публичного права берёт своё начало именно с эпохи древнего мира, в котором уже существовали различные международно-правовые обычаи и соглашения.
Третий подход заключается в том, что международное право возникло в первобытный период. Является совершенно новым направлением в изучении генезиса международного права, сторонники которой считают, что уже в первобытные времена существовала объективная необходимость урегулирования межплеменных отношений посредством особых социальных норм, которые были призваны привнести во взаимоотношения между различными племенами определённую стабильность. Как раз такие нормы и явились предпосылкой в дальнейшем для возникновения международного права.
Отдельно также существует смешанная теория возникновения международного права. Она исходит из того, что в древности сложились лишь определённые традиции и правила международного общения (протоправо), а уже в эпоху Средневековья сформировалась непосредственно целая и завершенная система международного права.

### Проблема периодизации
Невозможно добиться универсального критерия для периодизации истории международного права. Причины такой невозможности заключаются в абсолютной разнородности исторических событий, происходивших в каждом регионе, вплоть до начала эпохи глобализации.
Чаще всего периодизация международного права согласовывается с общеисторической хронологией с делением её на определённые периоды. Именно периодизация, основанная на критерии изменения периодов общей истории человечества, в международно-правовой литературе была самой первой. Проблемой такого подхода является то, что подобная периодизация осуществляется без учёта сугубо правовых особенностей эволюции международного права.
Таким образом, все предлагавшиеся до последнего времени периодизации истории международного права у большинства исследователей, так или иначе связаны прежде всего с определёнными политическими событиями (войны, революции, смены политических порядков и режимов), на основании которых проводится деление на конкретные периоды (эпохи) развития международного права. В основном выделяются периоды, начиная с Античности и Древнего мира, Средневековья, европейского Возрождения и политической экспансии, и заканчивая современным этапом с начала XX столетия, отдельными исследователями более подробному изучению подвергается период европейского Средневековья. Вместе с тем, такая периодизация охватывает историческое развитие международного права только на европейском континенте, игнорируя исторические события, происходившие в остальных частях мира.
Сегодня многие исследователи пытаются отойти от европоцентристского взгляда на международное право, отмечая, что историю международного права следует рассматривать отдельно от политической истории.
Другим распространённым критерием для периодизации истории международного права является заключение государствами крупных международных договоров или проведение значимых мирных конференций (такие, как например Вестфальский мирный договор (1648), Утрехтский мирный договор (1713), Губертусбургский и Парижский мирные договоры (1763), Парижский мирный договор (1856), Сан-Стефанский мирный договор (1878), Версальский договор (1919), Гаагские мирные конференции и др.).
Следующий вариант, используемый при периодизации истории международного права, связан с критерием возникновения и изменения международно-правовых школ или научных направлений.
Начиная с конца XIX века исследователи начали обращаться к исследованию соответствующих региональных международно-правовых отличий и, соответственно к региональному характеру международного права на протяжении его длительной истории, определяя периодизацию применительно к конкретному географическому региону.
Наконец, ряд исследователей при решения вопроса периодизации истории международного права придерживаются смешанного подхода, включающего в себя одновременно различные критерии: общеисторический, региональный и договорный.

## Древний мир

### Египет и Месопотамия

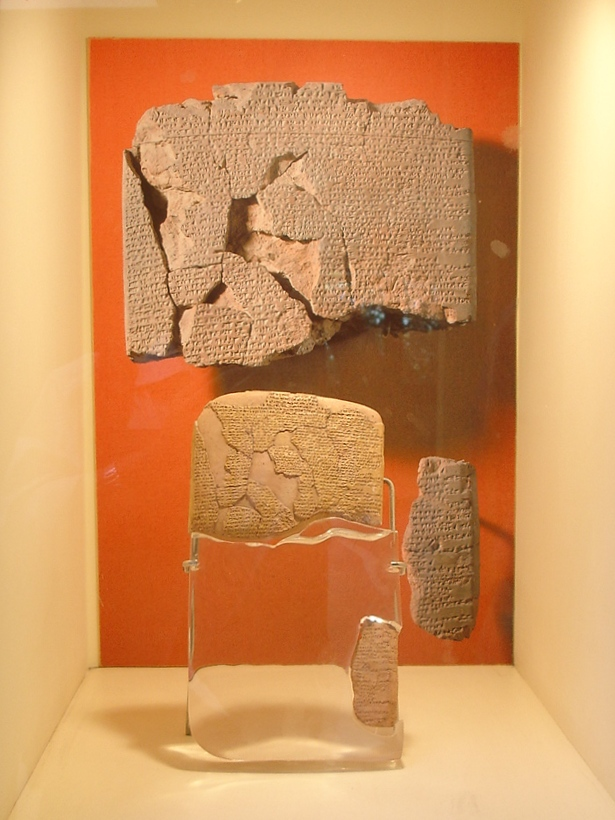
Плита, на которой запечатлен Кадешский мирный договор, заключённый между Рамсесом II и Хетушилем III. Музей археологии, Стамбул

Систематические международные отношения между государствами древнего мира начали осуществляться в конце III — начале II тысячелетия до н.э. Они носили очаговый характер, так как возникали только между развитыми рабовладельческими государствами, находившимися в долинах Тигра и Евфрата, районах Средиземного моря и на территории современного Китая. Примером первых межгосударственных договоров может служить договор, заключённый примерно в 2100 году до н. э. между царями древних городов-государств Лагаш и Умма, находившихся на территории Месопотамии. Другим примером является договор, заключённый в 1296 г. до н. э. между царем хеттов Хетушилем III и египетским фараоном Рамсесом II, закреплявший военный союз между Египтом и Хеттским царством, а также являющийся первым известным договором об экстрадиции и первым известным памятником международного права:
Если прогневается Рамсес-Мериамон на подданных, принадлежащих ему, либо они совершат другой проступок против него, и он пойдет, чтобы повергнуть их, то будет правитель хеттов вместе с Рамсесом-Мериамоном, владыкой Египта…Если же выступит другой враг против земель правителя хеттов и он пошлет сообщение правителю Египта равным образом, то Рамсес-Мериамон, великий властитель Египта, придет к нему на помощь, чтобы повергнуть его врага.

### Древняя Греция
Уже в столь ранний период зародились первые институты международного права, регулировавшие законы и обычаи войны (в частности, правила её объявления, обращения имущества в собственность победителя), обмен послами, заключение союзов, вопросы выдачи преступников и беглецов. Наибольшее развитие международное право в этот период получило в Греции, разделённой на враждующие между собой города-полисы. Государства Древней Греции постоянно объединялись в военные союзы — симмахии и эпимахии, распространённой была практика заключения договоров о нейтралитете во время войны. Средством обеспечения международных договоров в ранний период служили заложники; кроме того, практика показывала, что нарушение межгосударственных обязательств было намного более распространено, чем их соблюдение. Однако постепенно заключение международных договоров стало сопровождаться клятвами и религиозными обрядами, а в самих международных договорах начали указываться сроки их действия и порядок внесения изменений. Например Никиев мирный договор 421 год до н. э.) устанавливал особый статус Дельфийского храма, заключался на срок 50 лет и регулировал также порядок обмена военнопленными и гражданами:
Лакедемоняне и союзники обязуются возвратить афинянам Панакт, афиняне лакедемонянам — Корифаси… и всех лакедемонских граждан, содержащихся в заключении в Афинах или в какой-либо другой части Афинского государства, а равно и всех союзников… Также и лакедемоняне с их союзниками обязуются возвратить всех афинян и их союзников.
Договор должен был соблюдаться заключившими его сторонами «без коварства и ущерба на суше и на море» и скреплялся присягой: «буду соблюдать условия и договор без обмана и по справедливости». Присягу условлено было возобновлять ежегодно и в каждом городе отдельно. В конце договора имелась оговорка, которая позволяла в случае нужды вносить в текст необходимые изменения. В конце договора следовали подписи лиц, заключивших договор.
Постепенно из практики международных сношений начал формироваться основной принцип международного права — pacta sunt servanda (договор должен исполняться), а послы стали основой международного общения, что стало причиной формирования первых норм и обычаев, закреплявших их статус как лиц, обладающих иммунитетом («неприкосновенных»). Такой статус подтверждался специальным удостоверением («diploma») в форме сдвоенной навощенной дощечки. Именно от её названия и произошло понятие «дипломатия».
В Древней Греции зародился также институт проксенов. Главной функцией проксенов являлась защита интересов иностранцев, а сами они наделялись особым статусом — они, члены их семьи и имущество, принадлежащее им, были неприкосновенны. Проксен имел право помещать на двери своего дома герб государства-города, которое он представлял; имел доступ на заседания народных собраний; он мог приобретать и владеть недвижимым имуществом и пользовался специальной печатью с гербом представляемого государства-города. Тем самым, греческие проксены стали прообразом современных консулов.

### Древний Рим
В эпоху Римской империи международное право развивалось в рамках «права народов» (Jus gentium), которое создавалось решениями специального должностного лица — претора перегринов. Право народов представляло собой сочетание норм гражданско-правового и международного характера и регулировало порядок возмещения военного ущерба и статус иностранных граждан. Именно Jus gentium в итоге привело к возникновению понятия «международное право». Международными сношениями Рима ведали Сенат и специальные должностные лица — фециалы, которые проводили обряды заключения мира и объявления войны.

## От падения Римской империи до Вестфальского мира

### Средневековая Европа
После распада Римской империи, в Европе появилось множество государств, что создало обширную основу для развития международных связей. Однако раннее Средневековье отличалось тенденцией к рецепции римского права. В частности, большое влияние на международное право в данный период оказал Кодекс Юстиниана, а также Католическое каноническое право. Объясняется это прежде всего тем, что страны, разрозненные политически и культурно, в поисках единого международного языка общения обращались к наследию прошлого и к религии, объединяющей их. Лидеры Католической церкви в свою очередь (среди которых особо выделялся Папа Римский Григорий VII), пытались создать мировое христианское государство, выступая в роли посредника и арбитра на международной арене.
Рецепированные из римского права нормы приобретали религиозную окраску: религиозной клятвой в форме целования креста и Евангелия скреплялось большинство международных договоров. Однако международное право ещё носило региональный, а не всеобщий характер.

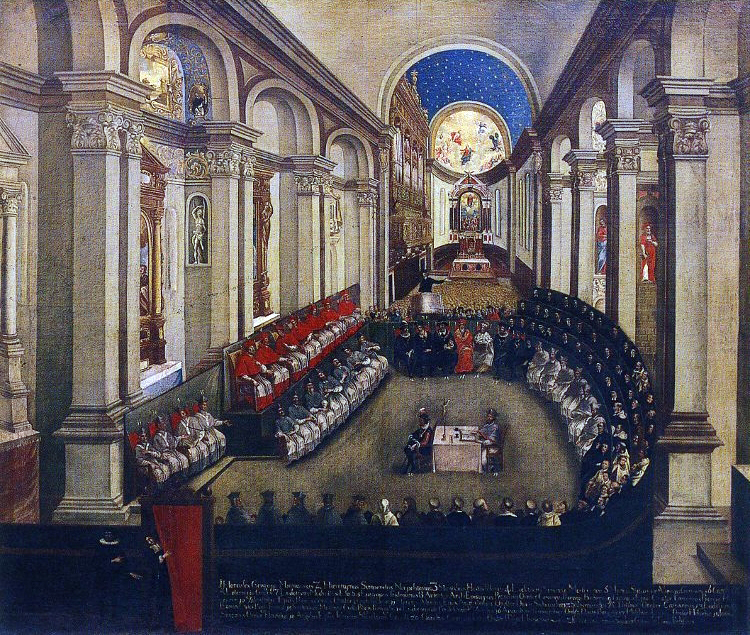
Второй Латеранский собор 1139 года, запретивший использование арбалетов против христиан

Средствами обеспечения их исполнения выступали заложники, а также возможность наложения интердикта — отлучения от Церкви, что стало первым инструментом наложения международной ответственности. Кроме того, получила развитие практика гарантирования исполнения международных договоров со стороны третьих государств или Папы Римского, а также залог городов и территорий.
В X—XI веке были предприняты первые попытки гуманизировать законы и обычаи войны. На вселенских и региональных церковных соборах были установлены ограничения («замирение по субъектам») согласно которым в военных действиях не могли участвовать лица духовного звания, паломники, вдовы, купцы и дети до 12 лет, а из сферы военных действий исключались церковные объекты и имущество — храмы, монастыри, земли духовенства. Церковь пыталась также запретить ведение действий в определённые дни — так называемый Божий мир. Рыцарскими правилами запрещалось убивать врага со спины; послов, герольдов, вестников нельзя было задерживать как заложников или казнить по правилам чести. Нельзя было нападать на герольда, после боя обходившего раненых. Все это заложило основу для последующего развития международного гуманитарного права.

### Мусульманские страны
Начиная с VII века, ознаменовавшегося распространением ислама, арабские страны основывали свои отношения с другими государствами на основе религиозных норм Корана. Коран также закреплял принцип соблюдения договора, неприкосновенность послов. Регулирование международных отношений в средневековых исламских государствах осуществлялось путём деление всех стран и народов по религиозному признаку на три группы: «земля ислама» (Дар аль-ислам), «земля войны» (Дар аль-харб), «земля мирного сосуществования» (Дар ас-сульх). Поэтому внешняя политика таких государств была направлена на установление связей прежде всего с государствами, принадлежащими к исламскому миру. Иные государства не признавались дружественными и относились к числу «неверных», от них исходила угроза и, в случае агрессии, им мог быть объявлен джихад. Особо прописывался статус иностранцев в мусульманских государствах — иностранец, не являющийся мусульманином, в установленный срок был обязан предъявить ручательство мусульманина или покинуть страну.

## Франсиско де Витория, Франcиско Суарес, Альберико Джентили
Испанский богослов и правовед эпохи Возрождения, основоположник Саламанкской школы Франсиско де Витория проповедовал следующие положения доктрины о войне и мире:
- Объявлению войны обязательно должны предшествовать попытки решить конфликт мирным путём.
- Воюющие стороны обязаны принимать все зависящие от них меры, чтобы во время боевых действий не страдало мирное население.
- Если подданный короля придерживается пацифистских взглядов, он имеет право отказаться от призыва в действующую армию[55].

В произведении «De Potestate Civili» (1528) Витория говорит о сообществе суверенных держав как о неком живом
органическом целом, totus orbis, как о «всемирной республике», основанной на человеческой солидарности как высшем принципе. В трактате «De Indis» (1539) он развивает популярный в то время тезис о jus communicationis et societatis humanae – принципе естественного права общения, свободного перемещения, гостеприимства и торговли; такое естественное право проистекает из общего родства людей и общего предназначения земных благ. В «Лекции о политической власти» totius orbis превращается в республику, наделенную законодательной властью, которая завершает jus gentium, находящееся в основании totius orbis auctoritate. Этому международному сообществу принадлежит общее благо (в лекции «De jure belli»). По мнению Витории, обязанности по сохранению мира лежат на государях – не в силу договора, но в силу естественного права.
Идея международного сообщества, выдвинутая Франсиско де Витория, была развита испанским философом и политическим мыслителем Франcиско Суаресом в работе «De legibus ad Deo Legislatore» (1612). Суарез рассуждал о солидарности людей поверх социально-политических барьеров, о том, что каждый человек является одновременно членом
своего политически совершенного сообщества, а также частью сообщества рода человеческого.
Итальянский юрист Альберико Джентили рассуждал о народах
как о субъектах международной жизни. Он утверждал, что народы и государи имеют обязательства перед международным сообществом, societas orbis. Подобно тому как общие нужды людей ведут их к образованию общества и государства, общие нужды народов создают международное сообщество.

## Гуго Гроций
Гуго Гроций вошёл в историю международного права как основатель новой, классической теории международных отношений и «отец» международного права, заложивший его основы и принципы в своём труде «О праве войны и мира». Гроций, в отличие от многих других философов и правоведов, объясняет возникновение права не божественным фактором (не отрицая при этом роли Бога), а рациональным — согласно ему, именно стремление людей к общению стало причиной создания государственности и законов.

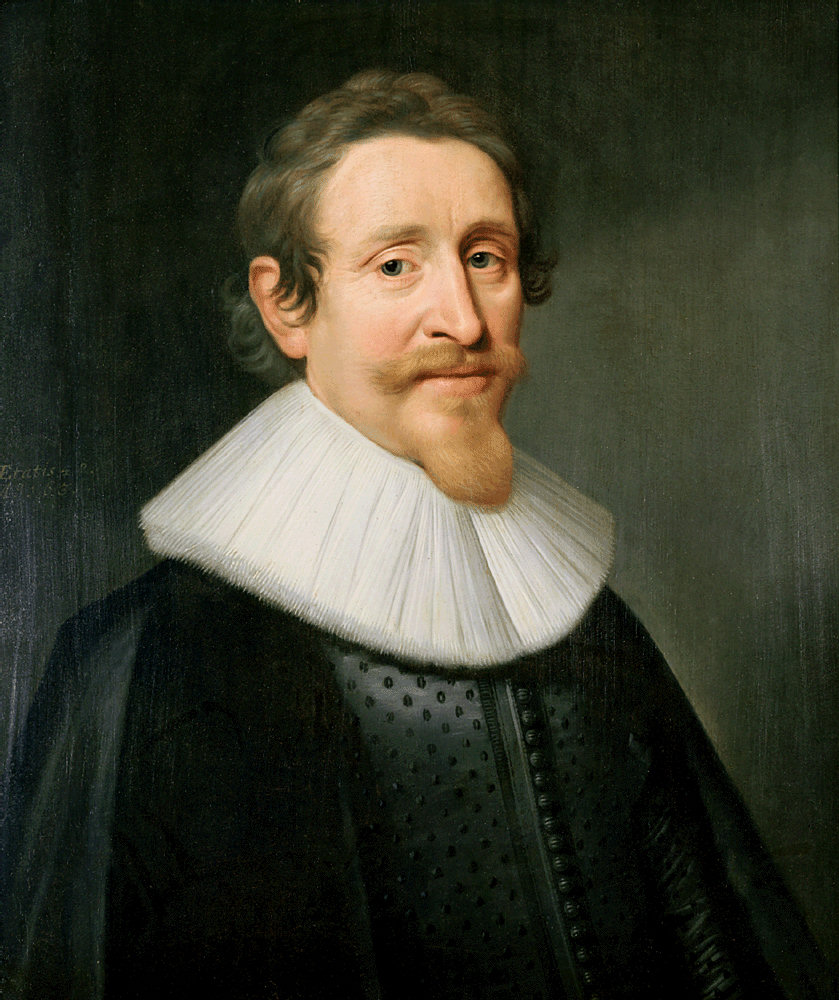
Гуго Гроций — отец классического международного права

С позиции концепции естественного права, Гроций приходит к выводу, что война не противоречит ему. Однако не все войны являются допустимыми как по причинам так и по методам ведения: справедливые войны по своей природе оборонительные, направлены на защиту имущества и людей. Несправедливые же основаны на агрессии, стремлении «взять чужое», что противоречит законам мирного сосуществования и естественному праву.
Гроций отмечает, что война должна быть обоснована, а её методы и средства — ограничены. Должно существовать определённое право ведения войны и отношений между государствами (право народов), в основу которого положены принципы уважения закона, Бога и человека. Верховенство такого права должно остановить безумие войны, дающую свободу совершать любые преступления. Право также должно регулировать и отношения между государствами, по аналогии с тем, как оно регулирует отношения между людьми, преследуя цель всеобщего блага и справедливости:

 …нет столь могущественного государства, которое порою не испытывало бы нужды в содействии извне, со стороны других государств, как в области торговли, так и для отражения соединённых сил многих чужеземных народов; оттого мы видим, как даже самые могущественные народы и государи ищут заключения союзных договоров, которые лишены какой-либо силы, по мнению тех, кто ограничивает справедливость пределами каждого государства. Оттого-то, в самом деле, верно, что нельзя рассчитывать ровно ни на что, если только отклониться от права.
Идеи международного права, регулирующего отношения между государствами, основанного на принципах сотрудничества, равенства и светского, а не религиозного, начала, высказанные Гуго Гроцием, оказали существенное влияние на последующее развитие политико-правовой мысли и формирование теоретических основ нового светского «юридического мировоззрения» и положили начало «классической» теории международного права.

## Вестфальский мир и его значение
Огромное значение на развитие международного права оказал Вестфальский мирный договор от 24 октября 1648 года, заключением которого была окончена Тридцатилетняя война в Европе. Вестфальский мирный трактат установил новую систему принципов международного права, «новый миропорядок», основанный на признании суверенитета за всеми государствами и их равным положением по отношению друг к другу. Вестфальский договор считается переломной точкой в становлении международного права и базовым документом, на основе которого получил своё развитие институт международно-правовых гарантий.

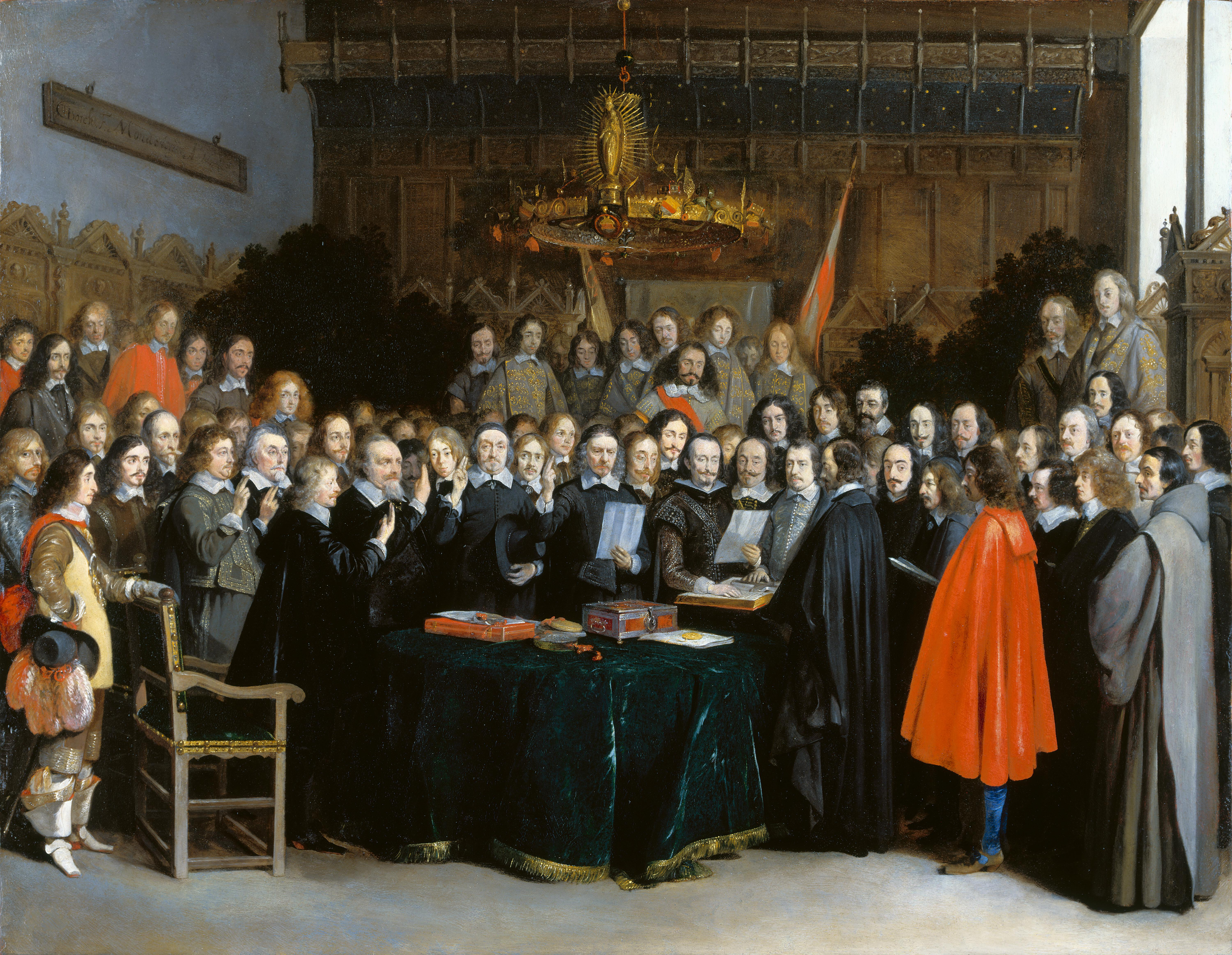
Заключение Вестфальского мира (художник Герард тер Борх)

Вестфальскими договорами была впервые сформирована декларативная теория международно-правового признания государств, согласно которой для возникновения у нового государства международной правосубъектности достаточно самого факта его провозглашения. В частности, в рамках данного подхода в качестве участников международного общения были признаны обретшие независимость Швейцария и Нидерланды, а также (впервые в Западноевропейской международной практике) Московское государство.
Кроме того, Вестфальские мирные договоры установили новые принципы отношений между государствами. Эти принципы сформировались с целью разрешить разногласия, приведшие к началу Тридцатилетней войны: так, в правах были уравнены католики и протестанты, а также отменён ранее действовавший принцип «Чья власть — того и вера» (cuius regio, eius religio). Все это привело к тому, что религиозный фактор в отношениях между государствами был отодвинут на второй план, уступив место новому. Новым фактором стало провозглашённое равноправие Европейских государств, вне зависимости от государственного строя и веры. Например, страны с республиканской формой государственного правления стали рассматриваться как самодостаточные государства (в отличие от средневековой концепции отношения к ним как к «третьесортным» государственным образованиям).
Именно в рамках Вестфальского трактата впервые был сформировано понятие суверенитета государства как «права на территорию и верховенство». Признание принципа «суверенности национальных государств» закрепило за государствами роль основных субъектов международного права.
Кроме того, в Вестфальском мире проявились идеи о необходимости сотрудничества европейских государств в целях достижения общих целей поддержания мира в Европе:
И все же, заключённый мир должен оставаться в силе. Все стороны, заключившие данное соглашение, обязаны защищать и оберегать положения каждого пункта данного Договора от посягательств других сторон, вне зависимости от приверженности какой-либо религии. Ежели какое-либо положение Договора все же будет нарушено, потерпевшая сторона, прежде прочего, должна попытаться убедить нарушителя не применять грубой силы, но решить проблему при помощи дружественных переговоров или Суда.
Однако признание принципа абсолютного суверенитета государства на своей территории привели к политике поддержания «баланса сил» между европейскими государствами, которая получила название вестфальской системы международных отношений.
Учение Гуго Гроция и Вестфальский мир привели к созданию классического международного права.

## Период классического международного права

### От Вестфальского мира до Гаагских конференций мира
Данный период в истории международного права характеризуется продолжением развития идей, выдвинутых Гуго Гроцием и возникших при заключении Вестфальского мира. На почве естественно-правовой теории начали своё формирование новые принципы и нормы международного права. 
Народы, по отношению друг к другу независимы и суверенны, каковы бы не были численность населения и размеры территории, которую они занимают... человек человеку должен то, что народ должен другим...
Постепенно концепция суверенитета государства привела к формированию концепции суверенитета народа: не государство теперь выдвигалось на первый план, но народ, как носитель естественного для него суверенитета, из которого вытекали его права (право на самоопределение, независимость, международное общение). Такие изменения были связаны с ослаблением абсолютной монархии и снижением роли монарха в государственном управлении.

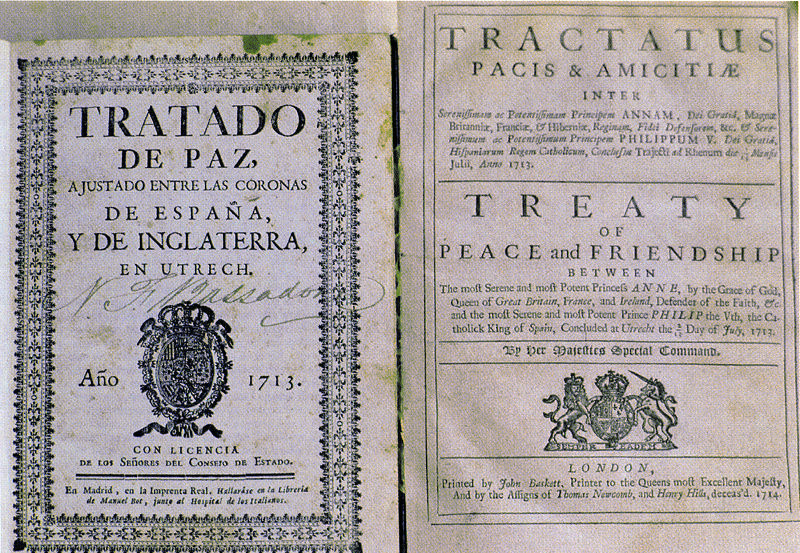
Утрехтский мирный договор 1713 года регулировал вопросы защиты частной собственности мирного населения во время ведения военных действий

Процесс гуманизации правил ведения войны также продолжал развиваться: было пересмотрено понятие оккупации, которая теперь не должна была приводить к аннексии территории и сопровождаться изъятием собственности у населения. Захваченные территории стали приобретать статусы подконтрольных территорий: протекторатов, колоний, заморских территорий.
Немалое значение на развитие международного права в этот период оказал английский философ и юрист Иеремия Бентам. Бентам осуждал агрессивные войны, был ярым противником колониальной системы как нарушающей права народов на независимость:

Вы избираете своё правительство, почему тогда другие народы не могут избрать своё правительство? Вы действительно думаете объединить таким образом мир, называя это свободой? Что стало с правами человека? Неужели вы единственные, кто имеет права?
Особое внимание Бентам уделял предупреждению войн, впервые сформировав принцип мирного решения конфликтов и идею о создании международных организаций, предвосхитив тем самым создание Лиги Наций и ООН.
Снижение личностной роли монарха в международных отношениях привело к тому, что в начале XIX века клятва как способ обеспечения договора стала выходить из употребления, так как начала восприниматься как личный акт самого монарха, который не являлся более носителем государственного суверенитета. Основными способами обеспечения международных обязательств становятся международно-правовые гарантии и поручительство государств. Ушли в прошлое такие способы обеспечения исполнения международных договоров как залог территорий и поручительство Папы Римского.
На Венском конгрессе 1814 года был впервые установлен статус постоянно нейтрального государства (который был закреплён за Швейцарией), были предприняты первые шаги к запрещению работорговли. В результате Венского конгресса произошло ранжирование дипломатов на классы. Парижским конгрессом 1856 года было официально запрещено каперство (Парижская морская декларация 16 апреля 1856 года)

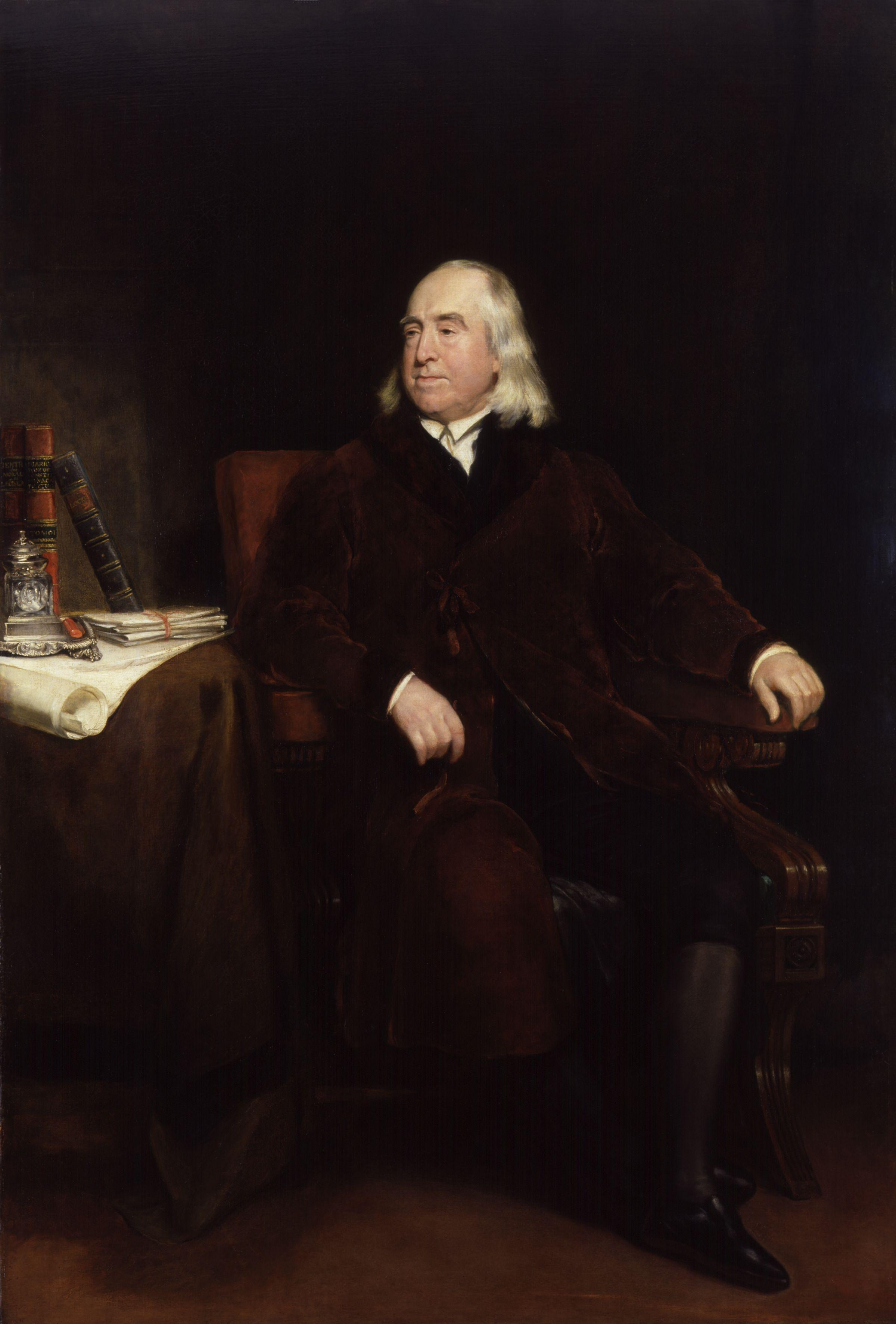
Иеремия Бентам выдвинул идею о создании международных организаций в целях предупреждения войн

Вторая половина XIX века характеризуется резким увеличением темпа международного общения — государства начали активно заключать между собой различные договоры, касающиеся экстрадиции, вопросов ведения войны и мира, торговли и дипломатии. Существенным сдвигом в области международного гуманитарного права стало заключение в 1864 году Женевской конвенции о больных и раненных, а также Петербургской Конвенции о запрещении разрывных пуль в 1868 году. Произошло разделение людей на комбатантов и некомбатантов (воюющих и невоющих) в составе армии; мирное население получило собственный правовой статус, были разработаны правила обращения с раненными и военнопленными на поле боя.
В области права международных договоров также появились коренные изменения: был установлен принцип свободы открытого моря, получил развитие институт плебисцита как формы выражения народной воли и способа перехода территории из-под суверенитета одного государства к другому. За реками закрепился международный статус — ни одно государство не могло обладать на них исключительным правом, строить сооружения или совершать действия, которые могли нанести вред другому государству за счёт изменения русла реки или загрязнения её вод.
Получили дальнейшую разработку вопросы предоставления политического убежища и экстрадиции. В частности, Российской империей были заключены конвенции об экстрадиции и правовой помощи с Данией (1866 г.), Баварией (1869 г.), Италией (1871 г.), Бельгией (1872 г.), США (1887 г.), Испанией (1888 г.).

### Гаагские конвенции
Огромное значение в развитии международного права сыграли Гаагские конференции мира — первая (1899 года) и вторая (1907 года). Именно на них были разработаны основные нормы международного гуманитарного права:
Впредь до того времени, когда представится возможность издать более полный свод законов войны, Высокие Договаривающиеся Стороны считают уместным засвидетельствовать, что в случаях, не предусмотренных принятыми ими постановлениями, население и воюющие остаются под охраною и действием начал международного права, поскольку они вытекают из установившихся между образованными народами обычаев, из законов человечности и требований общественного сознания.
- Запрещено использование многих видов оружия (в том числе ядов, снарядов больше определённого веса, зажигательных снарядов).
- Провозглашён принцип мирного разрешения международных споров и урегулирован порядок провозглашения войны и открытия военных действий.
- Определены законы и обычаи сухопутной и морской войны, правила нейтралитета при их ведении.
- Распространены на условия морской войны требования Женевской конвенции 1864 года.

Гаагские конвенции стали главными международными актами, регулирующими право войны и мира и действуют до сих пор. В их разработке непосредственное участие принял российский юрист Фёдор Мартенс, чьи труды оказали также немалое влияние на последующее развитие международного права. В частности, Мартенс был создателем преамбулы к Гаагской Конвенции 1907 года (так называемая Декларация Мартенса).
В своих трудах Мартенс продолжал идеи мирного сосуществования государств, международного сотрудничества в общих интересах, равенства государств между собой, считая, что в основании международного права лежат реальные жизненные отношения между государствами.
Третья Гаагская конференция была запланирована на 1915 год, но не состоялась в связи с Первой мировой войной.

## Лига Наций
Несмотря на ряд достижений Гаагских конференций, международное общение в начале XX века нельзя было назвать мирным и направленным на достижение общих интересов. Продолжались колониальные захваты, аннексии, работорговля. Практика нарушения законов и обычаев войны, установленных «правом Гааги» во время Первой мировой войны была невероятно распространена: все стороны в ходе конфликта использовали запрещённое химическое оружие (например, во время Второй битвы на Ипре), турками проводился геноцид армян, ассирийцев, понтийских греков, проводились пытки военнопленных и содержание их в антисанитарных условиях.

Неофициальный символ Лиги Наций

Версальский мирный договор определил новое международное устройство, гарантом сохранения и поддержания которого должна была служить учрежденная международная организация — Лига Наций. Лига Наций стала опорой новой Версальско-Вашингтонской системы международного общения, установившей для себя следующие цели:
- Принять обязательства не прибегать к войне
- Поддерживать в полной гласности международные отношения, основанные на справедливости и чести, строго соблюдать предписания международного права
- Установить господство справедливости и добросовестно соблюдать все налагаемые договорами обязательства во взаимных отношениях организованных народов[75].

Одной из центральных проблем в деятельности новой организации стала проблема национальных меньшинств. В целях решения данной проблемы Лига развила активную деятельность по заключению международных договоров со странами Центральной и Восточной Европы, которые обязывались обеспечить национальным меньшинствам, проживающим на их территории, полное равноправие путём принятия соответствующих законов. Кроме того, в рамках новой организации были созданы организации здравоохранения, труда, комиссии по делам беженцев и рабству. В рамках комиссий были разработаны паспорт Нансена — первое всемирно признанное удостоверение личности для не имеющих гражданства беженцев.
Члены Лиги торжественно обещают друг другу, что они никогда не используют свою мощь в агрессивных целях, друг против друга; что они никогда не нарушат территориальную целостность соседа; что они всегда будут уважать политическую независимость соседа; что они будут придерживаться принципа, согласно которому крупные народы обладают правом определять свою собственную судьбу, и не будут вмешиваться в эту судьбу...
К середине 20-х годов Лига Наций стала играть основную роль в осуществлении международного общения, служа основной ареной для дипломатической деятельности и решая наиболее сложные территориальные споры. Даже не входившие в число её участников США и СССР тесно контактировали с комитетами и комиссиями Лиги.
Однако в самом начале, ещё на этапе создания Лиги, проявились противоречия, которые привели к последующим неудачам в её деятельности: несмотря на то, что Статут Лиги Наций ставил целью деятельности организации поддержание мира и разоружение, он не запрещал войны, а лишь устанавливал, что государства берут на себя обязательства воздержаться от применения силы до того, как спор между ними не будет решен третейским судом или Советом Лиги. Статут также предполагал наложение международной ответственности на нарушителей в виде торговых и финансовых санкций, однако иных гарантий безопасности не предполагал. Не исправил сложившуюся ситуацию и Парижский договор 1928 об отказе от войны в качестве орудия национальной политики, который также не предполагал весомых способов гарантирования мира и безопасности в мире. Тем самым, Лига Наций оставалась «добром без кулаков», лишённой реальной силы. Основной причиной такого бессилия являлся тот факт, что в Лиге не участвовали одни из ключевых стран мира — США, СССР и Германия. Следовательно, они не были связаны обязательствами и процедурами Лиги.
В 30-х годах Лига фактически показала свою полную неспособность справиться с международными инцидентами, свидетельствовавшими об обострении международной ситуации: это проявилось в ходе Японской интервенции в Маньчжурию, а также Второй Итало-эфиопской войны. Эмбарго и другие экономические меры оказались неэффективными против нарушителей международного мира, простого юридического непризнания аннексий, проводимых Италией и Японией оказалось недостаточно — альтернатив же Лига Наций предложить не могла, так как её ключевые члены — Великобритания и Франция были слишком ослаблены Первой мировой войной, чтобы предпринять более решительные действия. Окончилась провалом и политика разоружения, проводимая Лигой Наций — в большей степени по причине внутренних размолвок между странами-членами.
К началу Второй мировой войны Лига Наций полностью потеряла своё международное значение как гаранта международного мира и безопасности. Лига Наций прекратила своё существование 20 апреля 1946 года.

## Современное международное право

### Создание ООН и её деятельность
В ходе Второй мировой войны руководители стран антигитлеровской коалиции пришли к выводу, что после победы, в целях поддержания международного мира и безопасности, будет необходимо создать новый международный механизм, лишённый недостатков Лиги Наций. В результате Московской, Тегеранской и Крымской мирных конференций были сформулированы идеи о том, что таким механизмом может стать новая международная организация, которая бы стала преемником идей и принципов Лиги, однако обладала бы большими полномочиями и инструментами для поддержания всеобщего мира. Идея «добра с кулаками» была высказана Уинстоном Черчиллем ещё в 1938 году:

Если с Лигой Наций поступили дурно и разрушили её, то мы обязаны построить её заново. Если значение лиги народов, стремившихся к миру, свели к нулю, то мы обязаны превратить её в лигу вооружённых народов, народов, настолько верных своему слову, чтобы не нападать на других, и настолько сильных, чтобы самим не подвергаться нападению.
Все эти принципы и идеи были закреплены в Декларации Объединённых Наций, подписанной 1 января 1942 года и были воплощены в жизнь на Сан-Францисской конференции, проходившей с апреля по июнь 1945 года, в ходе которой был подписан Устав ООН. ООН стала новой международной организацией, основной ареной международного взаимодействия и сотрудничества.
Устав ООН стал новой вехой развития международного права, закрепив его основополагающие принципы:
- Суверенное равенство всех членов ООН;
- разрешение международных споров исключительно мирными средствами;
- Отказ в международных отношениях от угрозы силой или её применения каким-либо образом, несовместимым с целями ООН;
- Невмешательство ООН в дела, по существу входящие во внутреннюю компетенцию любого государства;
- Равноправие и самоопределение народов;
- Территориальная целостность государств;
- Уважение прав человека и основных свобод;
- Добросовестное выполнение международных обязательств;
- Сотрудничество государств;

Мы, народы Объединённых Наций, в полной решимости избавить грядущие поколения от бедствий войны, дважды в нашей жизни принесшей человечеству невыразимое горе, стремимся вновь утвердить веру в основные права и свободы человека.
Составной частью Устава стал Статут Международного Суда, учредивший первый за всю историю международный суд, обладающий компетенцией в сфере разрешения споров между государствами. Принципиально новым стало закрепление в Уставе ООН запрета «права государства на войну». Благодаря влиянию Нюрнбергского и Токийского трибуналов, военная агрессия, её планирование и ведение стали международным преступлением, наряду с геноцидом. Ответственность за их совершение могла быть наложена на высшие должностные лица государства, что стало одним из элементов новой системы гарантий международного мира. Согласно Уставу ООН, к агрессору могли быть применены не только экономические и правовые санкции. В крайних случаях допускалась военная интервенция объединённых сил стран-участниц ООН. Ещё одним гарантом поддержания мира стал учрежденный в рамках ООН Совет Безопасности, состоящий из пяти постоянных членов (наиболее влиятельных стран мира — СССР, США, Франции, Великобритании и Китая) и 10 других членов, меняющихся по принципу ротации. Совет Безопасности стал главной площадкой для международного общения и принятия решений, касающихся всеобщей безопасности и международного мира. В рамках функции ООН по контролю и разоружению, организацией проводились миротворческие операции, был разработан и открыт для подписания Договор о нераспространении ядерного оружия 1968 года.

Флаг Организации Объединённых Наций

Устав ООН также закрепил право народов на самоопределение и принцип всеобщего равенства больших и малых государств, что послужило началом процесса деколонизации, происходившего под руководством ООН. После окончания Второй мировой войны обрели независимость многие колонии Великобритании, Испании и других стран: Индия, Марокко, многие африканские и азиатские страны.
С самого начала своей деятельности ООН предприняла ряд мер по кодификации норм международного права. В рамках ООН были разработаны и заключены ключевые международные договоры и соглашения. Всеобщая декларация прав человека 1948 года, вместе с Международным пактом о гражданских и политических правах и Международным пактом об экономических, социальных и культурных правах провозгласила основные права и свободы человека, положив начало всемирному движению за права человека. В 1969 году была заключена подготовленная Комиссией международного права ООН Венская конвенция о праве международных договоров, закрепившая основные правила заключения международных договоров, их изменения и признания недействительными.

### Женевские конвенции
Новый этап в развитии международного гуманитарного права охарактеризовали Женевские конвенции 1949 года:
- Женевская конвенция (I) об улучшении участи раненых и больных в действующих армиях;
- Женевская конвенция (II) об улучшении участи раненых, больных и лиц, потерпевших; кораблекрушение, из состава вооружённых сил на море;
- Женевская конвенция (III) об обращении с военнопленными;
- Женевская конвенция (IV) о защите гражданского населения во время войны;

Данными актами были закреплены новые гуманные правила ведения боевых действий: закреплялся статус мирного населения, запрещалось уничтожение госпитальных судов на море, регулировался порядок взятия в плен, содержания в плену, условия труда военнопленных. Женевскими конвенциями были установлены международные обозначения лагерей военнопленных и полевых госпиталей.
В 1951 году была заключена также Женевская конвенция о статусе беженцев, закрепившая правила присвоения лицу статуса беженца, установившая нормы, регулировавшие условия содержания беженцев и обязанности принимающей их страны.

### Совет Европы и Европейский Союз
Однако ООН не стала единственной международной организацией. В послевоенном мире государства осознали, что международная организация является отличным способом организации международного общения не только на глобальном, но и региональном уровне. В рамках Европы в 1949 году был учрежден Совет Европы, целью деятельности которого являлось «осуществление более тесного союза между его членами для защиты и продвижения идеалов и принципов, являющихся их общим наследием, и содействовать их экономическому и социальному прогрессу». В рамках данной международной организации была принята Конвенция о защите прав человека и основных свобод (подписана в Риме в 1950 году). Примечательна данная Конвенция тем, что её участники гарантируют исполнение её требованием через деятельность уникального в истории международного права органа — Европейского суда по правам человека.
Конец XX века в истории международного права также был отмечен возникновением международных интеграционных образований, среди которых наиболее значимым является Европейский Союз. ЕС стал новым явлением в международном праве — прежде всего благодаря своей двойственной природе, совмещающей в себе свойства как международной организации, так и государственного образования. В рамках ЕС была принята Хартия Европейского союза об основных правах 2000 года.